# Уравнение Клейна — Гордона
Уравнение Клейна — Гордона (иногда Клейна — Гордона — Фока, Клейна — Фока, Шрёдингера — Гордона) — релятивистская версия уравнения Шрёдингера:
{\displaystyle \partial _{x}^{2}\psi +\partial _{y}^{2}\psi +\partial _{z}^{2}\psi -{1 \over c^{2}}\partial _{t}^{2}\psi -{m^{2}c^{2} \over \hbar ^{2}}\psi =0},
или (с использованием единиц, где {\displaystyle \hbar =c=1}, {\displaystyle \square \ } — оператор Д’Аламбера):
{\displaystyle (\square \ -m^{2})\psi =0}.
Используется для описания быстро движущихся частиц, имеющих массу (массу покоя). Строго применимо к описанию скалярных массивных полей (таких как поле Хиггса). Может быть обобщено для частиц с целым и полуцелым спинами.
Кроме прочего, ясно, что уравнение является обобщением волнового уравнения, подходящего для описания безмассовых скалярных и векторных полей.
Механические системы (реальные или воображаемые), описывающиеся уравнением Клейна — Гордона — Фока, могут быть простыми модификациями систем, описывающихся волновым уравнением, например:
- в одномерном случае — натянутая тяжёлая нить, лежащая (приклеенная) на упругой (гуковской) подкладке.
- макроскопически изотропный кристалл, каждый атом которого находится, кроме связи с соседними атомами, ещё и в фиксированной в пространстве квадратичной потенциальной яме.
- более реалистично, если говорить о реальных кристаллах, рассмотреть моды поперечных колебаний, при которых, например, соседние слои атомов колеблются в противофазе: такие моды (в линейном приближении) будут подчиняться двумерному уравнению Клейна — Гордона — Фока в координатах, лежащих в плоскости слоёв.

Уравнение, в котором последний («массовый») член имеет знак, противоположный обычному, описывает в теоретической физике тахион. Такой вариант уравнения также допускает простую механическую реализацию.
Уравнение Клейна — Гордона — Фока для свободной частицы (которое и приведено выше) имеет простое решение в виде синусоидальных плоских волн.
Положив пространственные производные нулю (что в квантовой механике соответствует нулевому импульсу частицы), мы имеем для обычного уравнения Клейна — Гордона — Фока гармонический осциллятор с частотой {\displaystyle \pm mc^{2}/\hbar }, что соответствует ненулевой энергии покоя, определяемой массой {\displaystyle m} частицы. Тахионный же вариант уравнения в этом случае неустойчив, а решение его включает в общем случае неограниченно возрастающую экспоненту.

## История
Уравнение, названное именами Оскара Клейна и Вальтера Гордона, первоначально записал Эрвин Шрёдингер до записи нерелятивистского уравнения, которое носит сейчас его имя. Он отказался от него (не опубликовав), потому что не смог включить в это уравнение спин электрона.  Шрёдингер сделал упрощение уравнения и нашёл «своё» уравнение.
В 1926 году, вскоре после публикации уравнения Шрёдингера, Фок написал статью о его обобщении на случай магнитных полей, где силы зависели от скорости, и независимо вывел это уравнение. И Клейн (его работа появилась несколько раньше, но вышла из печати уже после того, как статья Фока была принята в журнал), и Фок использовали метод Калуцы — Клейна. Фок также ввёл калибровочную теорию для волнового уравнения.
Статья Гордона (начало 1926) была посвящена эффекту Комптона.

## Вывод
(Здесь использованы единицы, где {\displaystyle \hbar =c=1}).
Уравнение Шрёдингера для свободной частицы записывается так:
{\displaystyle {\frac {{\hat {\mathbf {p} }}^{2}}{2m}}\psi =i\partial _{t}\psi },
где {\displaystyle {\hat {\mathbf {p} }}=-i\mathbf {\nabla } } — оператор импульса; оператор же {\displaystyle {\hat {E}}=i\partial _{t}} будем называть, в отличие от гамильтониана, просто оператором энергии.
Уравнение Шрёдингера не является релятивистски ковариантным, то есть не согласуется со специальной теорией относительности (СТО).
Используем релятивистское дисперсионное (связывающее энергию и импульс) соотношение (из СТО):
{\displaystyle p^{2}+m^{2}=E^{2}}.
Тогда просто подставляя квантовомеханические оператор импульса и оператор энергии, получаем:
{\displaystyle ((-i\mathbf {\nabla } )^{2}+m^{2})\psi =i^{2}\partial _{t}^{2}\psi },
что в ковариантной форме запишется так:
{\displaystyle (\square \ -m^{2})\psi =0},
где {\displaystyle \square \ =\nabla ^{2}-\partial _{t}^{2}} — оператор Д’Аламбера.

## Решение уравнения Клейна — Гордона — Фока для свободной частицы
Искать решение уравнения Клейна — Гордона — Фока для свободной частицы
{\displaystyle \mathbf {\nabla } ^{2}\psi -{\frac {1}{c^{2}}}{\frac {\partial ^{2}}{\partial t^{2}}}\psi ={\frac {m^{2}c^{2}}{\hbar ^{2}}}\psi }
можно, как и для любого линейного дифференциального уравнения с постоянными коэффициентами, в виде суперпозиции (то есть любой, конечной или бесконечной линейной комбинации) плоских волн:
{\displaystyle \psi (\mathbf {r} ,\;t)=e^{i(\mathbf {k} \cdot \mathbf {r} -\omega t)}},
подставляя же каждую такую волну в уравнение, получаем условие на {\displaystyle \mathbf {k} } и {\displaystyle \omega }:
{\displaystyle -k^{2}+{\frac {\omega ^{2}}{c^{2}}}={\frac {m^{2}c^{2}}{\hbar ^{2}}}}.
Плоская волна, как легко заметить, описывает чистое состояние с определённой энергией и импульсом (то есть является собственной функцией соответствующих операторов). Энергия и импульс (то есть собственные значения этих операторов), исходя из этого, могут быть для неё просто посчитаны, как и в случае нерелятивистской частицы:
{\displaystyle \langle \mathbf {p} \rangle =\langle \psi |{\hat {\mathbf {p} }}|\psi \rangle =\langle \psi |-i\hbar \mathbf {\nabla } |\psi \rangle =\hbar \mathbf {k} },
{\displaystyle \langle E\rangle =\langle \psi |{\hat {E}}|\psi \rangle =\langle \psi |i\hbar {\frac {\partial }{\partial t}}|\psi \rangle =\hbar \omega }.
Найденное соотношение {\displaystyle k} и {\displaystyle \omega } тогда (снова) даёт уравнение связи между энергией и импульсом релятивистской частицы с ненулевой массой, известное из классики:
{\displaystyle \langle E^{2}\rangle =m^{2}c^{4}+\langle \mathbf {p} ^{2}\rangle c^{2}}.
Причём ясно, что соотношение для средних величин будет выполняться не только для состояний с определённой энергией и импульсом, но и для любой их суперпозиции, то есть для любого решения уравнения Клейна — Гордона — Фока (что, в частности, обеспечивает выполнение этого соотношения и в классическом пределе).
Для безмассовых частиц мы можем положить {\displaystyle m=0} в последнем уравнении. Тогда получим для безмассовых частиц закон дисперсии (он же соотношение энергии и импульса) в виде:
{\displaystyle \langle E^{2}\rangle =\langle \mathbf {p} ^{2}\rangle c^{2}}.
Использовав формулу групповой скорости {\displaystyle \mathbf {v} _{gr}=\partial \omega /\partial \mathbf {k} \ }, нетрудно получить обычные релятивистские формулы связи импульса и энергии со скоростью; в принципе того же результата можно добиться, просто посчитав коммутатор гамильтониана с координатой; но в случае уравнения Клейна — Гордона — Фока мы сталкиваемся с трудностью выписать гамильтониан в явном виде (очевиден только квадрат гамильтониана).